# Никольский морской собор (Херсон)
Никольский морской собор (другие названия: Церковь Николая Чудотворца, Николаевская церковь) в Херсоне — православный храм во имя Святого Николая Чудотворца по адресу улица Мостовая, 31 район Забалки. Современный каменный храм возведён в стиле русского классицизма. Памятник архитектуры национального значения, охранный номер 1624.

## Основание
Район Забалки возник в конце XVIII века как один из пригородов Херсона, который раскинулся за глубоким оврагом (балкой), активно начал застраиваться только в начале XIX в. Для нужд верующих на берегу реки Кошевая в военный госпиталь построили небольшую деревянную церковь, которую освятили во имя Святого Николая Чудотворца.
В 1819 году церковь вывели из военного ведомства и превратили в обычную приходскую. Со временем деревянная церковь обветшала, с 1840 года возник вопрос о строительстве большого каменного храма. Население Забалки в основном бедное, средствами на строительство храма помог благодетель — коллежский асессор Иаков Андреевич Дорошенко, потомок гетманского рода Дорошенко, который предоставил нужную сумму.
9 мая 1842 года в центре новой рыночной площади был освящён новый каменный храм во имя Святого Николая Чудотворца. 
Во время Крымской войны в храме отпевали севастопольских защитников, умерших в херсонских госпиталях.
К 1904 году церковь расширили двумя боковыми пристройками, одна из которых освящена в честь Касперовской иконы Божьей Матери, а другая во имя Серафима Саровского чудотворца. Строительство возглавил настоятель церкви отец Федор Калинчук, а освятил — преосвященный Дмитрий, епископ Новомиргородский.
До 1917 года при церкви действовала церковно-приходская школа, в ней обучалось в среднем 30 мальчиков и девочек.
В 1922 году из церкви были изъяты ценности, в 1929 году сняты колокола. 
С 1932 по 1942 годы в храме не совершались богослужения, на его территории находилось зернохранилище и ремонтные мастерские. Богослужения возобновились при оккупационний администрации.
В 1994 году купол колокольни восстановлен в его первоначальном виде.
В 2007 году храм возвратил себе статус морского собора. 

### Внешний вид

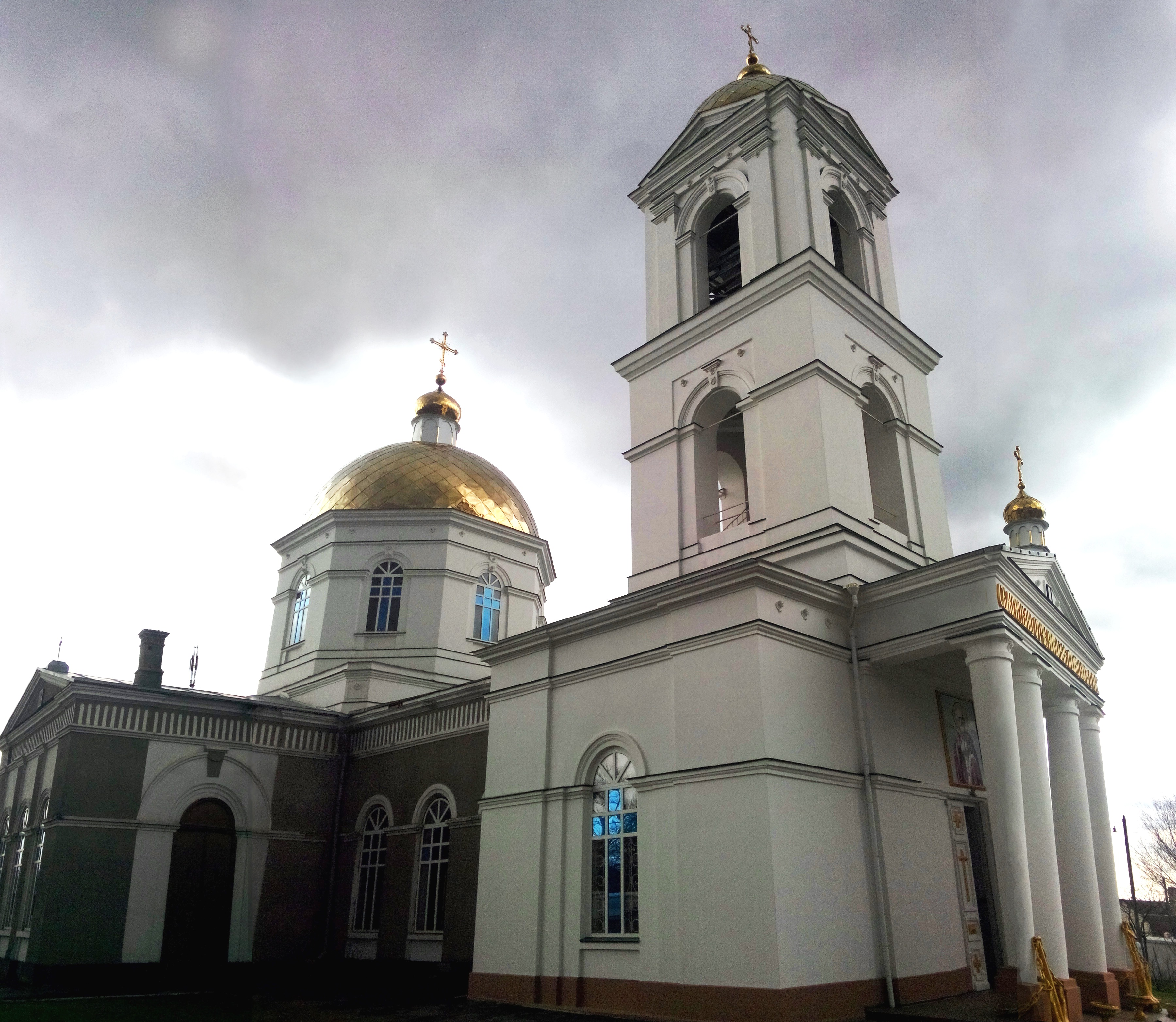
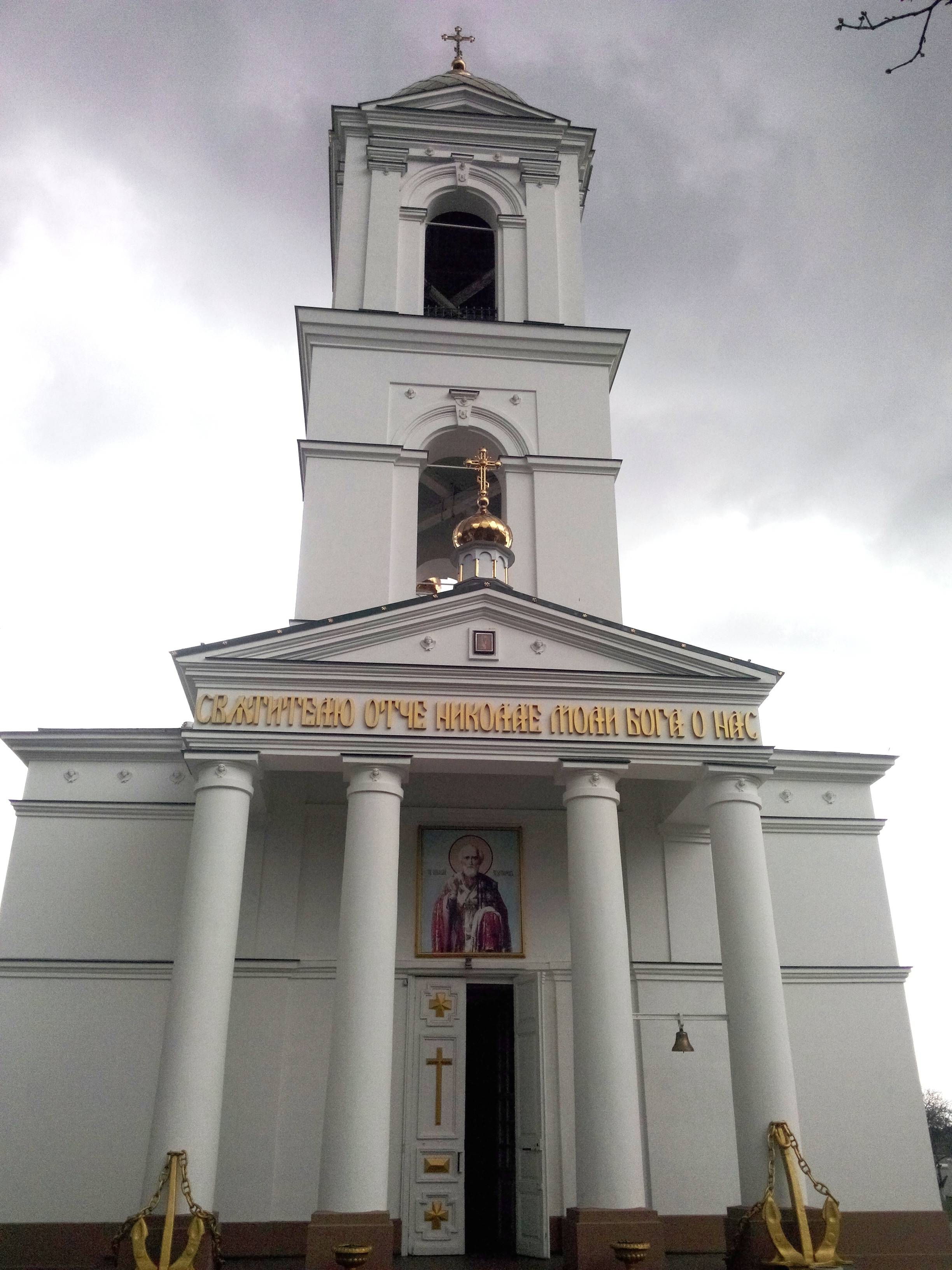
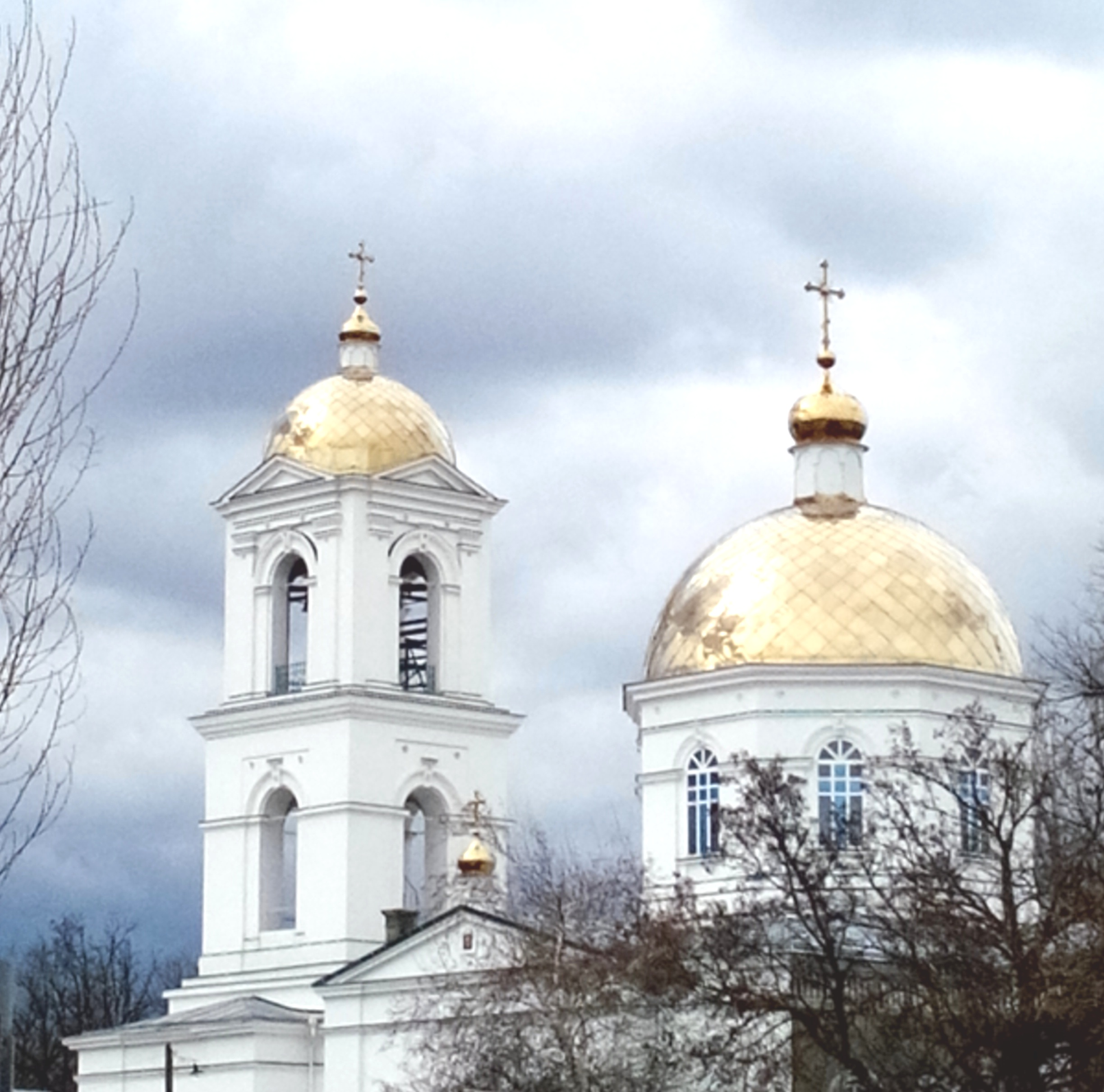
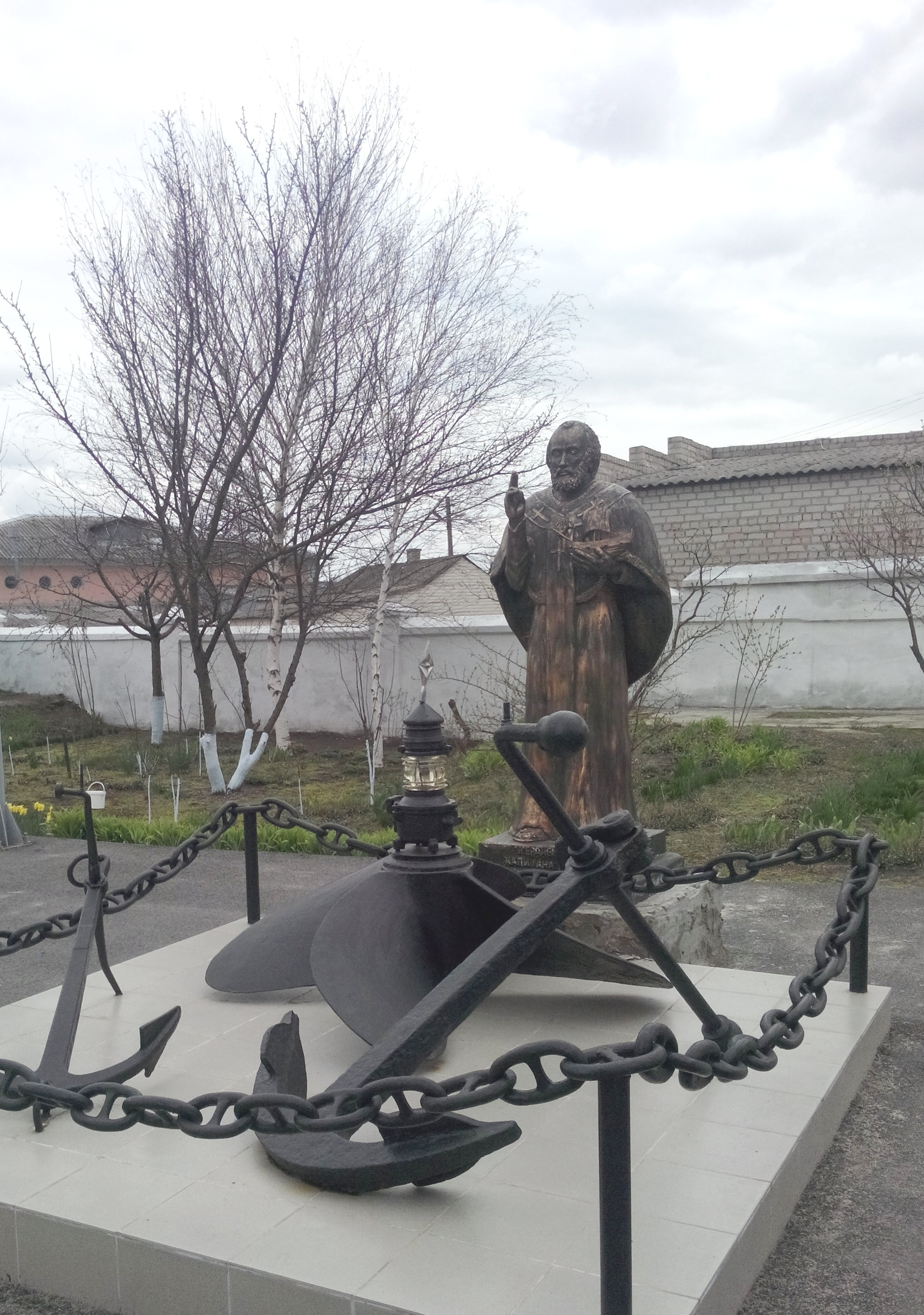

### Интерьер

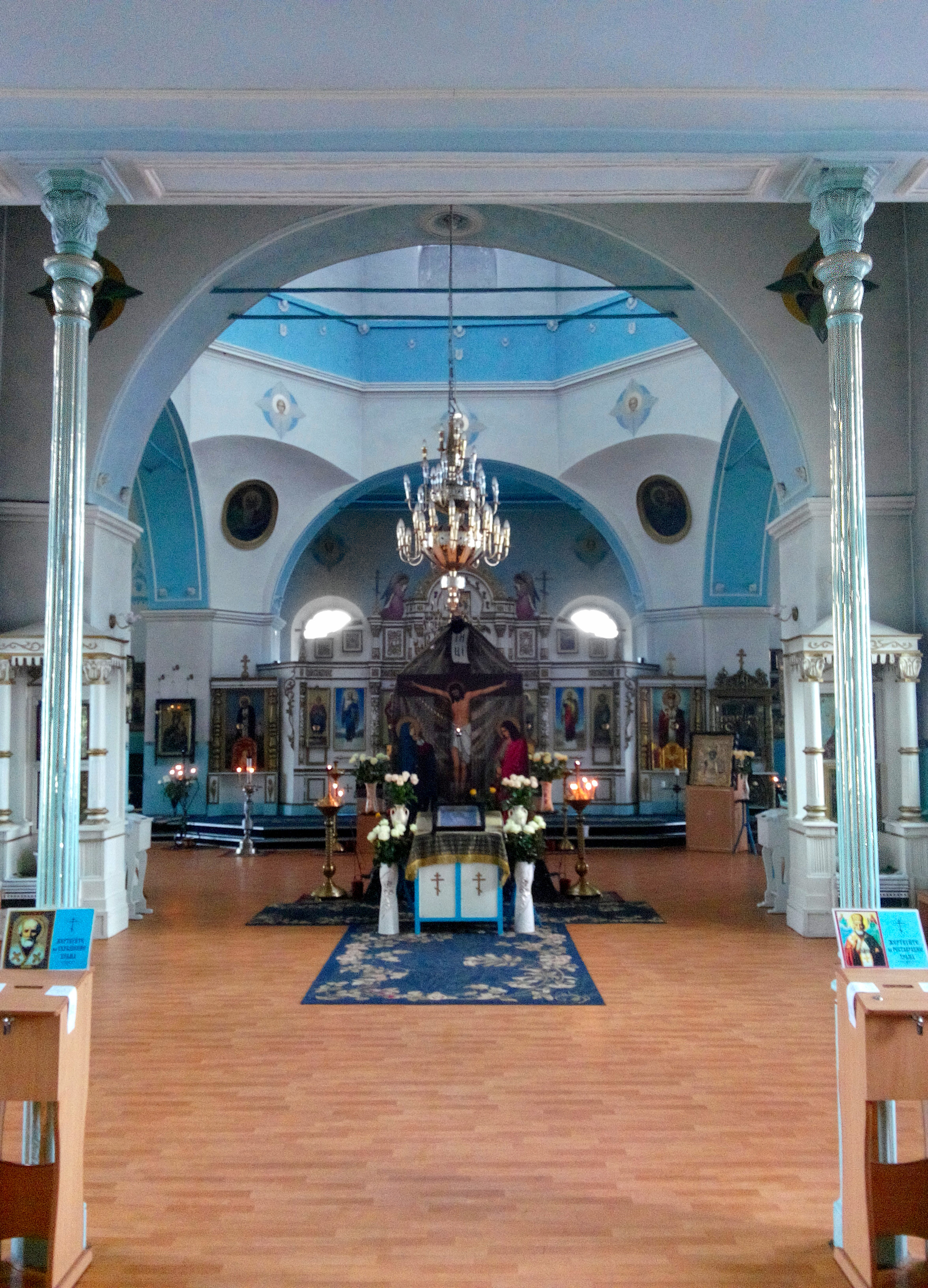
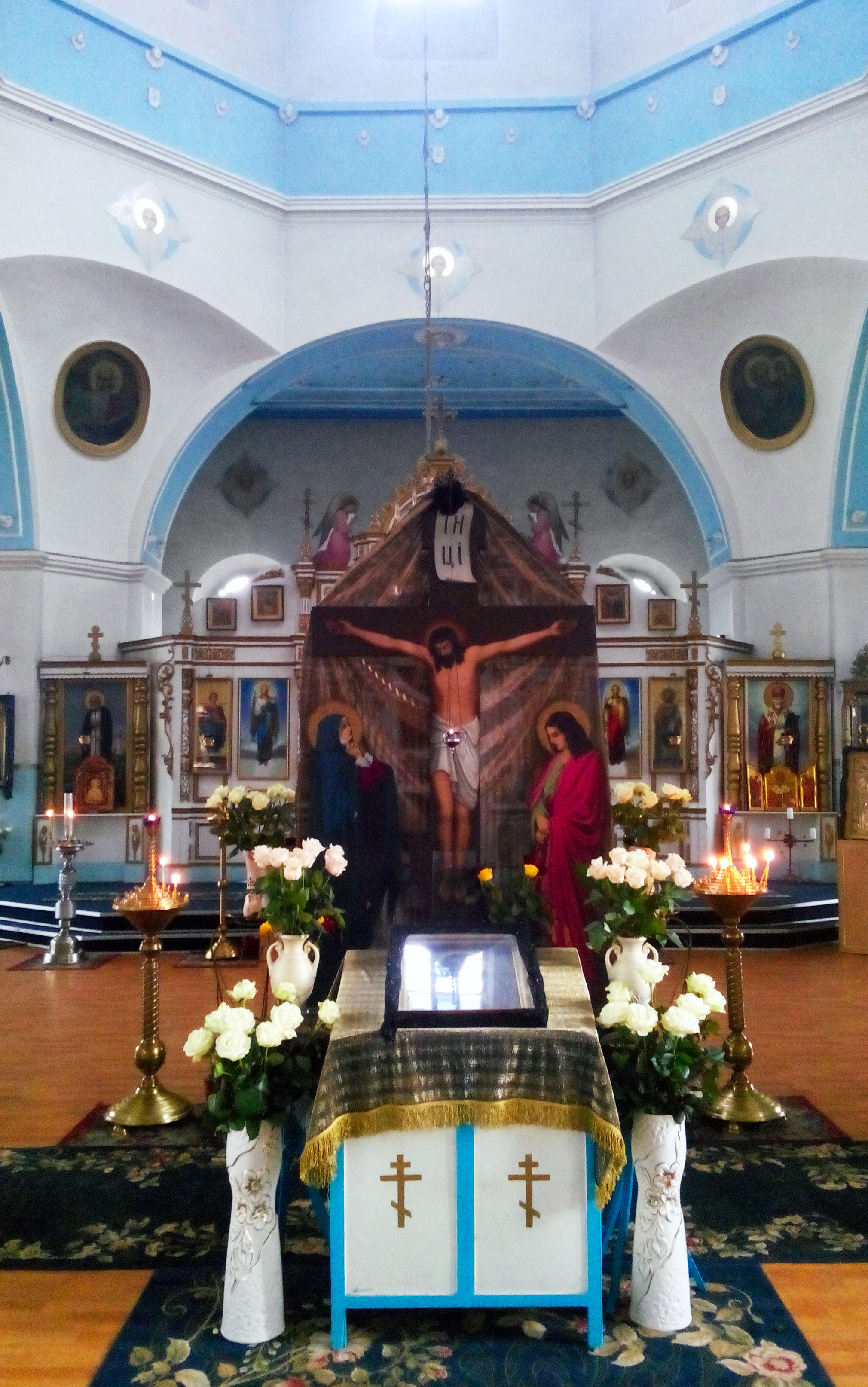
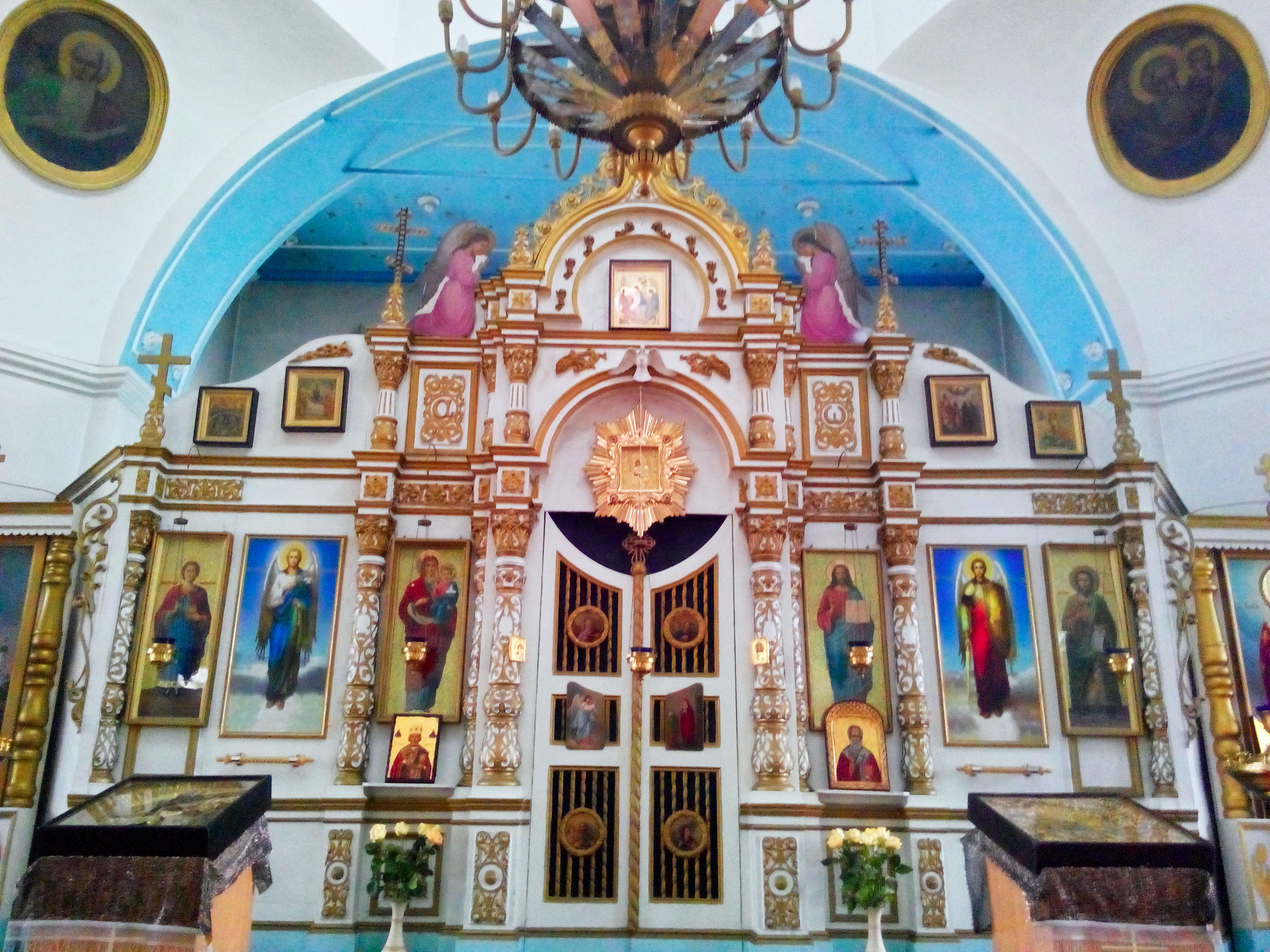